# برادلي توماس (منافس ألعاب قوى)
برادلي توماس (بالإنجليزية: Bradley Thomas)‏ هو منافس ألعاب قوى أسترالي، ولد في 1 أبريل 1967 في هوبارت في أستراليا.